# نیروهای ویژه لهستان
نیروهای ویژه لهستان (انگلیسی: Polish Special Forces) یگان نیروی ویژه زیرمجموعه نیروهای مسلح لهستان است، که در سال ۱۹۹۰ تأسیس شد.